# トゥレスマレス山
トゥレスマレス山（またはトゥレス・マレス山、スペイン語: Pico Tres Maresまたはスペイン語: Tresmares）は、スペイン・カンタブリア州とカスティーリャ・イ・レオン州パレンシア県の州境に位置する山。イベリア半島北部のカンタブリア山脈にある。

## 地理

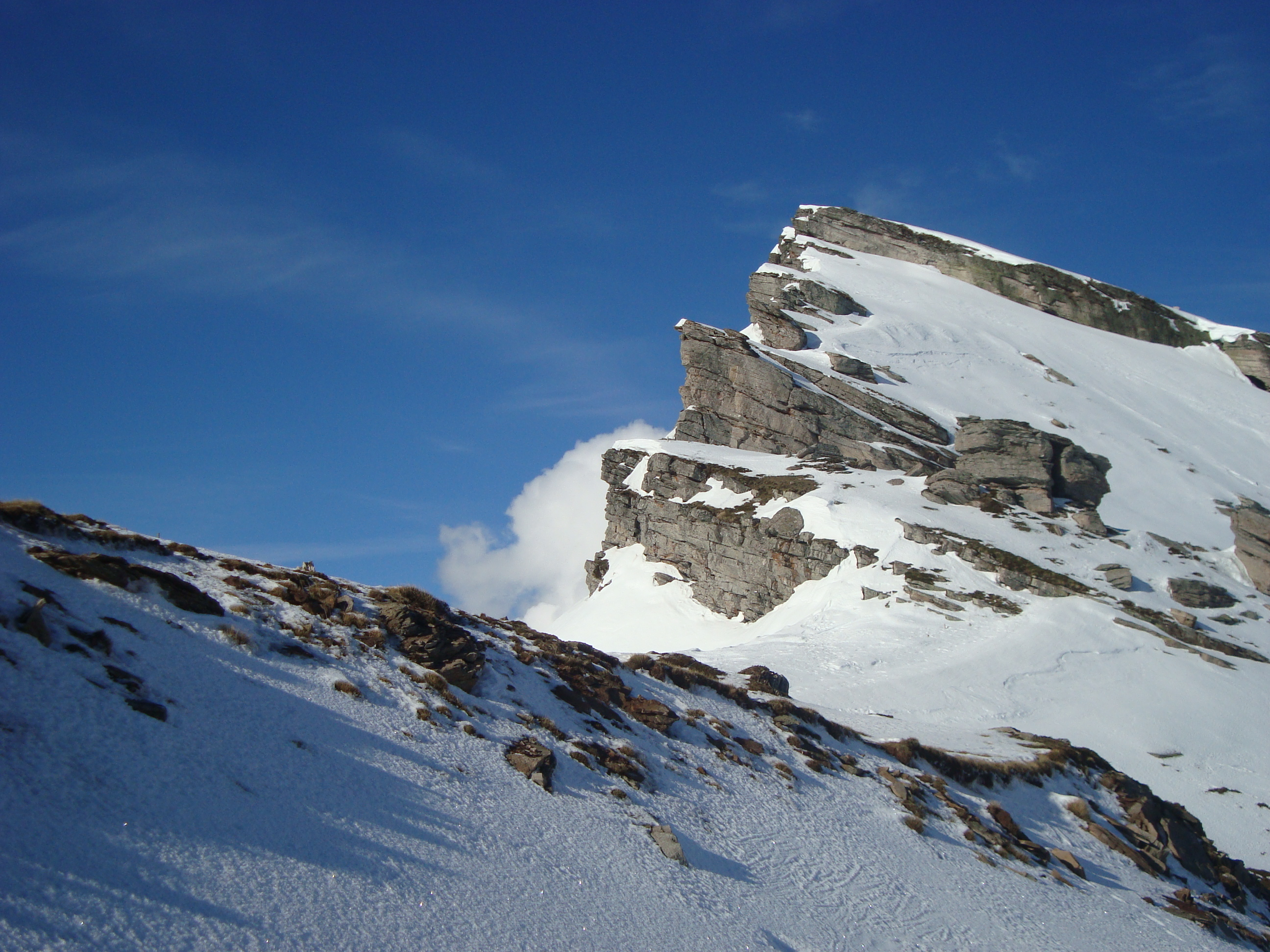
トゥレスマレス山

トゥレスマレス山は北緯43度02分21秒、西経4度24分11秒に位置している。標高は2171 mである。